# Никола Николов (писател)
Вижте пояснителната страница за други личности с името Никола Николов.
Никола Маринов Николов е български писател-дисидент и политически деец.

## Биография
Роден е на 30 юли 1920 г. във Видин. Завършва Френския колеж в София. През 1944 г. участва в първата фаза на Втората световна война като на Н. В. артилерийски офицер и е награден с два ордена за храброст. Веднага след завръщането си от фронта, през 1945 г. бива репресиран и въдворяван в Станке Димитров, Радомир, Дирекцията на милицията и военния затвор в София.
През 1945 г. записва медицина към Софийския университет като след 4-годишно следване е принуден да напусне. Задържан по политически причини във Видинския, Врачанския и Плевенския затвор, където среща известните български политици Димитър Гичев, Вергил Димов и Петър Дертлиев. Преминава през лагера „Богданов дол“, след това е изселен заедно с цялото си семейство в село Йовково, Добричко.
От 1969 г. се установява на постоянно местожителство в САЩ, където завършва Портландския щатски университет със специалност „Централноевропейски науки“ и „Изкуство“. Следва успешно университетските курсове по политически науки на проф. Франк Мънк.
Най-популярната му книга е студията „Световната конспирация“, издадена на английски език през януари 1990 г. До 1994 г. книгата претърпява 7 издания. За списването ѝ Николов ползва библиографски справки от множество източници, в това число популярни списания и трудове на не толкова авторитетни, но за сметка на това популярни и масови автори.
Никола М. Николов умира при неизяснени обстоятелства през 1997 г., вероятно отровен.